# STX Offshore & Shipbuilding
STX Offshore & Shipbuilding (en coréen STX조선해양 ; créé sous le nom Donyang Shipbuilding en 1967, devenu Daedong Shipbuilding en 1973) était une entreprise coréenne. Elle a été le quatrième plus grand  constructeur naval du monde. Son siège était à Changwon, en Corée du Sud, et ses chantiers coréens à Changwon et Busan. Elle était une filiale du groupe STX depuis 2001. Elle détenait 66 % de la défunte STX Europe.
La Korea Development Bank, propriété de l'État sud-coréen et principal créancier de la société STX a procédé à la vente des actifs. Le 27 juillet 2021, les chantiers de la société deviennent la Yard K Shipbuilding.

## Historique
- janvier 1962 : création de Dehan Shipbuilding Ironworks, fonderie de construction navale est créée à Busan en Corée.
- avril 1967 : Donyang Shipbuilding Industrial[2]
- janvier 1973 : est renommé Daedong Shipbuilding[2]

En 1996 la direction est transférée de Busan à Changwon, mais un an plus tard en 1997 l'entreprise est déclarée en faillite.
La société Daedong Shipbuilding rachetée en octobre 2001 par le groupe STX est renommée STX Offshore & Shipbuilding en janvier 2002 puis est introduite en bourse de Corée en octobre 2003.
En 2013 STX Offshore & Shipbuilding fortement endetté, principalement dû à la chute majeure des commandes de nouveaux navires en raison de ralentissement prolongé du secteur de la construction naval depuis la crise financière de 2008 lance un rigoureux plan de restructuration avec l’appui de KDB (Korea Development Bank) son créancier.
En mai 2016, le groupe qui détient la majorité des parts de STX Europe est menacé d'une procédure de "receivership", proche de la liquidation judiciaire.
En septembre 2017, Fincantieri reprend 50 % des chantiers STX France comprenant les Chantiers de l'Atlantique, + 1% prêté par l’état Français sur une durée de 12 ans. Naval Group entre au capital avec l'objectif  d'entamer les négociations pour une alliance avec Fincantieri.
STX employait encore 1 500 personnes en Corée en 2017, nombre qui est tombé à seulement 500 personnes en 2020. Contraint de réduire davantage les coûts, le chantier avait placé les travailleurs en congé sans solde, ce qui a provoqué une grève au printemps 2020 et un bref arrêt de tous les travaux en juin 2020.
En juin 2021, STX a annoncé avoir reçu une série de commandes qui double le carnet de commandes du chantier et fournira deux ans de travail supplémentaire. La société a enregistré un total de 12 commandes de pétroliers, portant le carnet de commandes du chantier naval à un total de 28 navires alors qu'à l'été 2020, STX n'avait que sept navires dans son carnet de commande.
Le 27 juillet 2021, la Korea Development Bank procède à la vente des chantiers. Ceux-ci deviennent la Yard K Shipbuilding.

## Métiers
STX Offshore & Shipbuilding (« shipbuilding » pour construction navale en anglais) était un constructeur naval de porte-conteneurs, de pétroliers, de gaziers, de vraquiers, de ferries, de navires de guerre, de bateaux de patrouille, de navires spécialisés et d'infrastructures offshore.
Elle détenait 66 % de STX Europe, qui exploitait des chantiers navals en Europe.